# Medresa Dwóch Minaretów (Erzurum)
Medresa Dwóch Minaretów (tur. Çifte Minareli Medrese) – medresa z XIII wieku w Erzurum w Turcji, jedna z najważniejszych atrakcji turystycznych miasta.

## Historia
Medresa została wzniesiona w 1253 roku za czasów panowania dynastii Seldżukidów. Jedna z koncepcji zakłada, że fundatorką budowli była Hüdavent Hatun, córka sułtana Kajkubada II. Na owe czasy była to największa islamska akademia teologiczna, nie została jednak w pełni ukończona.
Na jej terenie wzniesiono w 1255 roku grobowiec dla Hundi Hatun, córki sułtana. Rosjanie zrabowali inskrypcję fundacyjną w 1829 roku. Górne części minaretów prawdopodobnie uległy zniszczeniu na skutek trzęsienia ziemi lub nie zostały ukończone.
Obiekt jest bardzo popularną atrakcją turystyczną. Na początku XXI wieku rozpoczęto rewitalizację obiektu, zakończenie prac przewidziano na 2017 rok.

## Architektura
Wejście prowadzi przez kamienny portal oflankowany dwoma minaretami o wysokości 30 m pokrytymi niebieskimi kafelkami. Na panelach po obu stronach portalu wejściowego znajdują się płaskorzeźby przedstawiające Drzewo Życia (z lewej, być może niedokończona) i dwugłowego orła (z prawej). Prostokątny dziedziniec o wymiarach 26x11 m jest otoczony przez dwukondygnacyjne arkady. Cztery symetrycznie umieszczone ejwany przylegają do dziedzińca, z południowego ejwanu przechodzi się do dwunastobocznego mauzoleum – türbe. Pomieszczenia na parterze i piętrze były przeznaczone dla uczniów, a pomieszczenie po prawej stronie od wejścia było wykorzystywane jako sala modlitwy. Na kolumnach i ścianach znajdują się wysokiej klasy ornamenty roślinne.
Wokół medresy znajdują się jeszcze trzy inne grobowce.

## Galeria

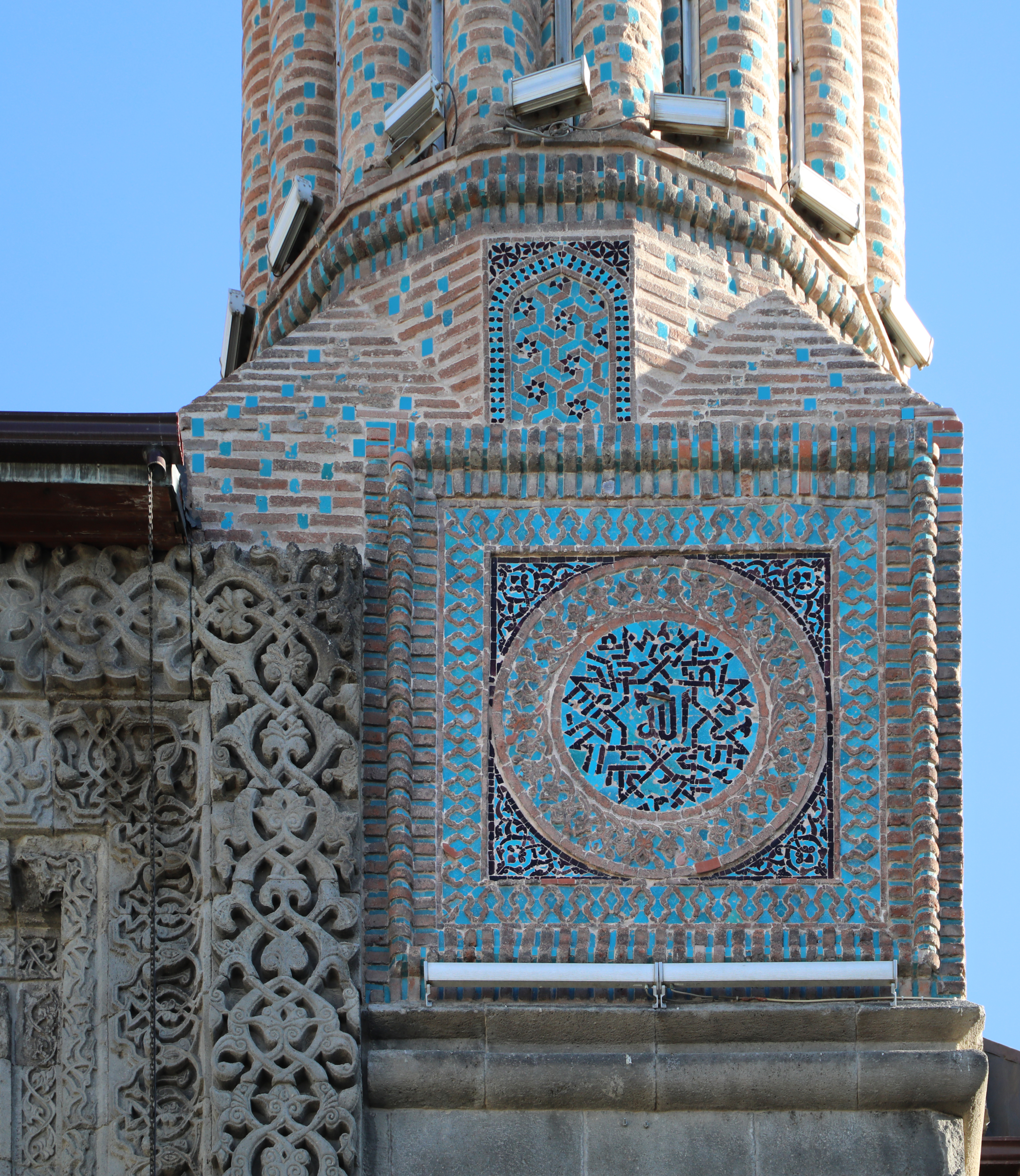
Mozaika u podstawy minaretu (2022)
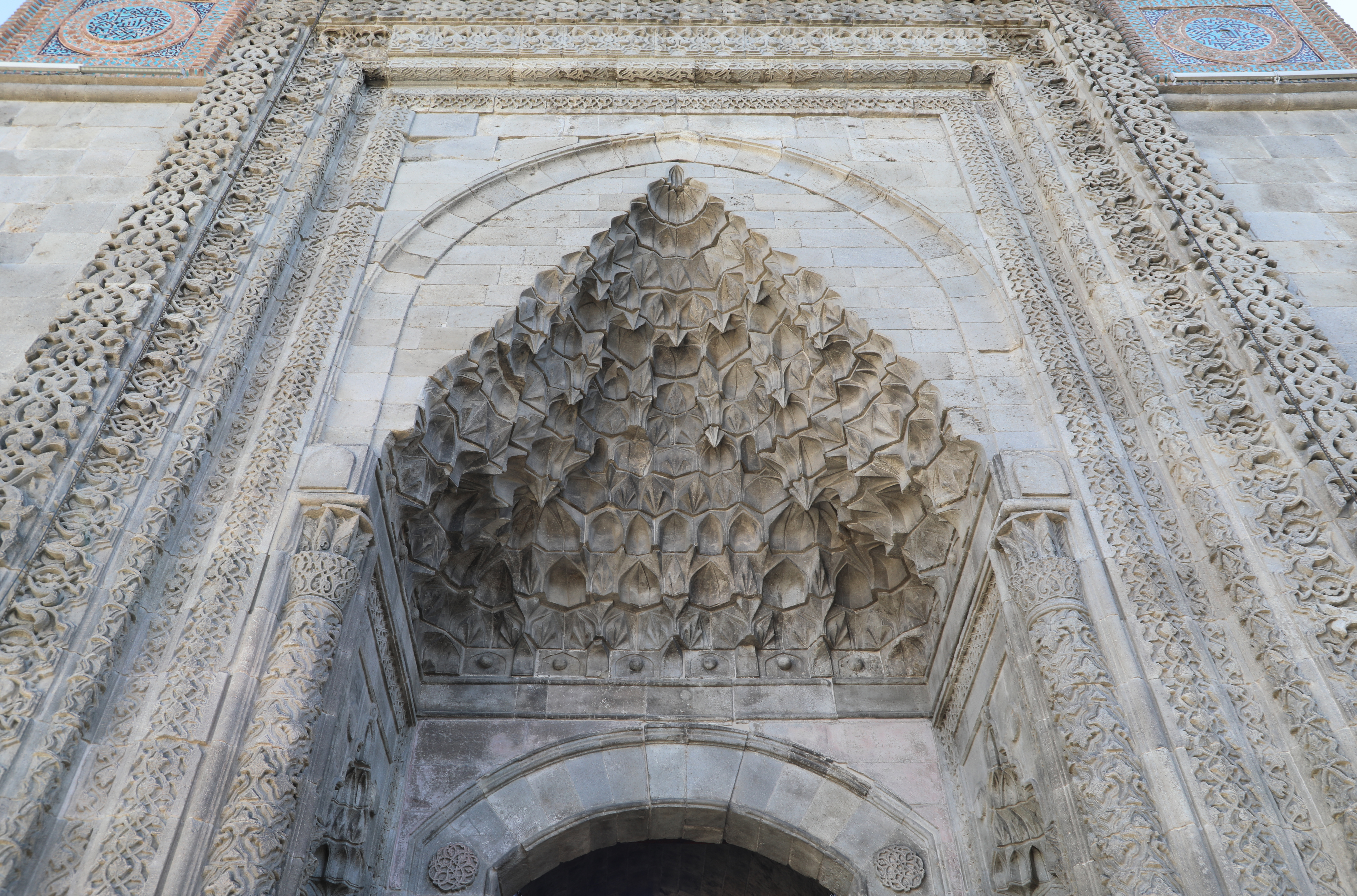
Mukarnas nad głównym wejściem (2022)
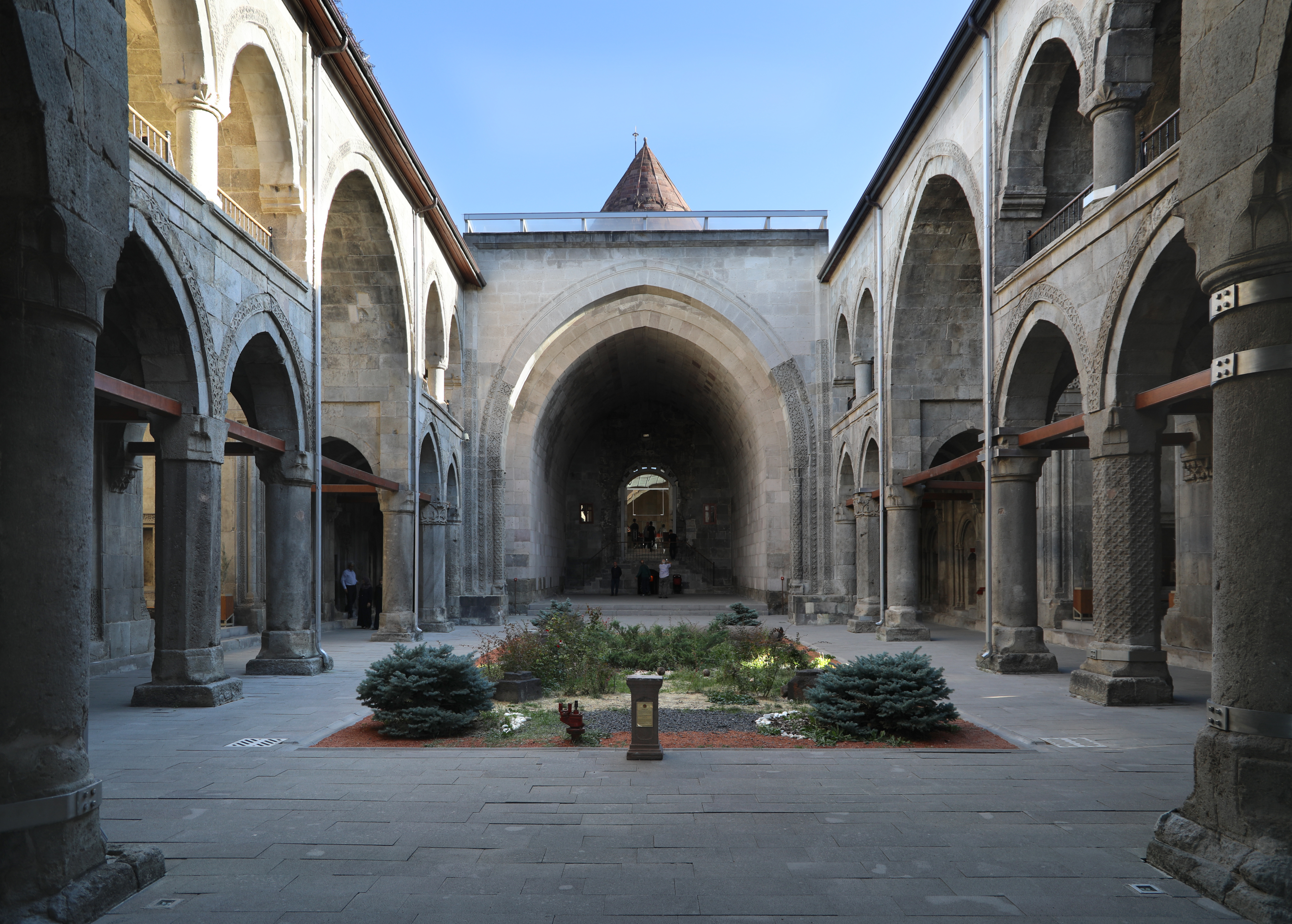
Dziedziniec, widok z północy (2022)
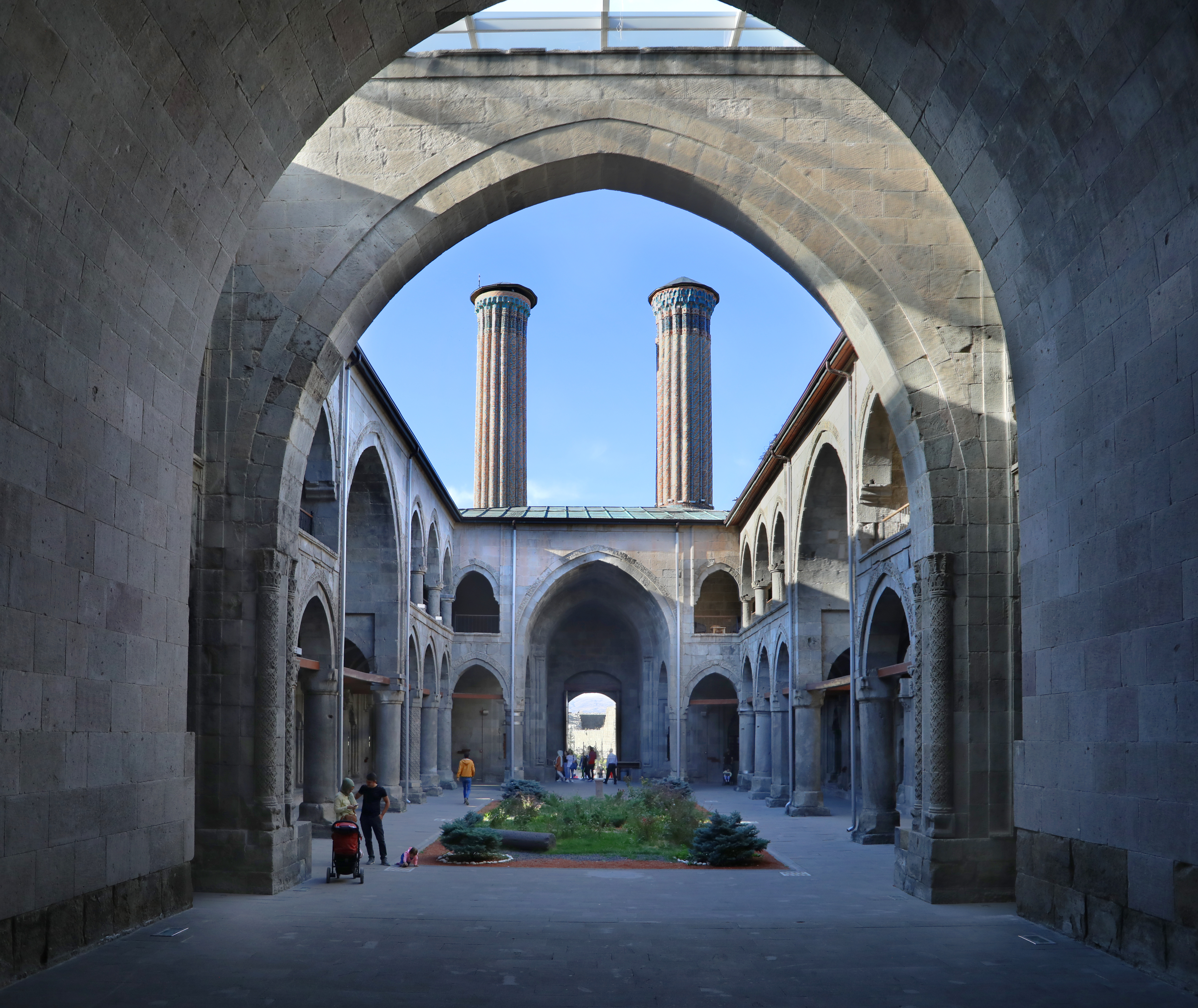
Dziedziniec, widok z południa (2022)
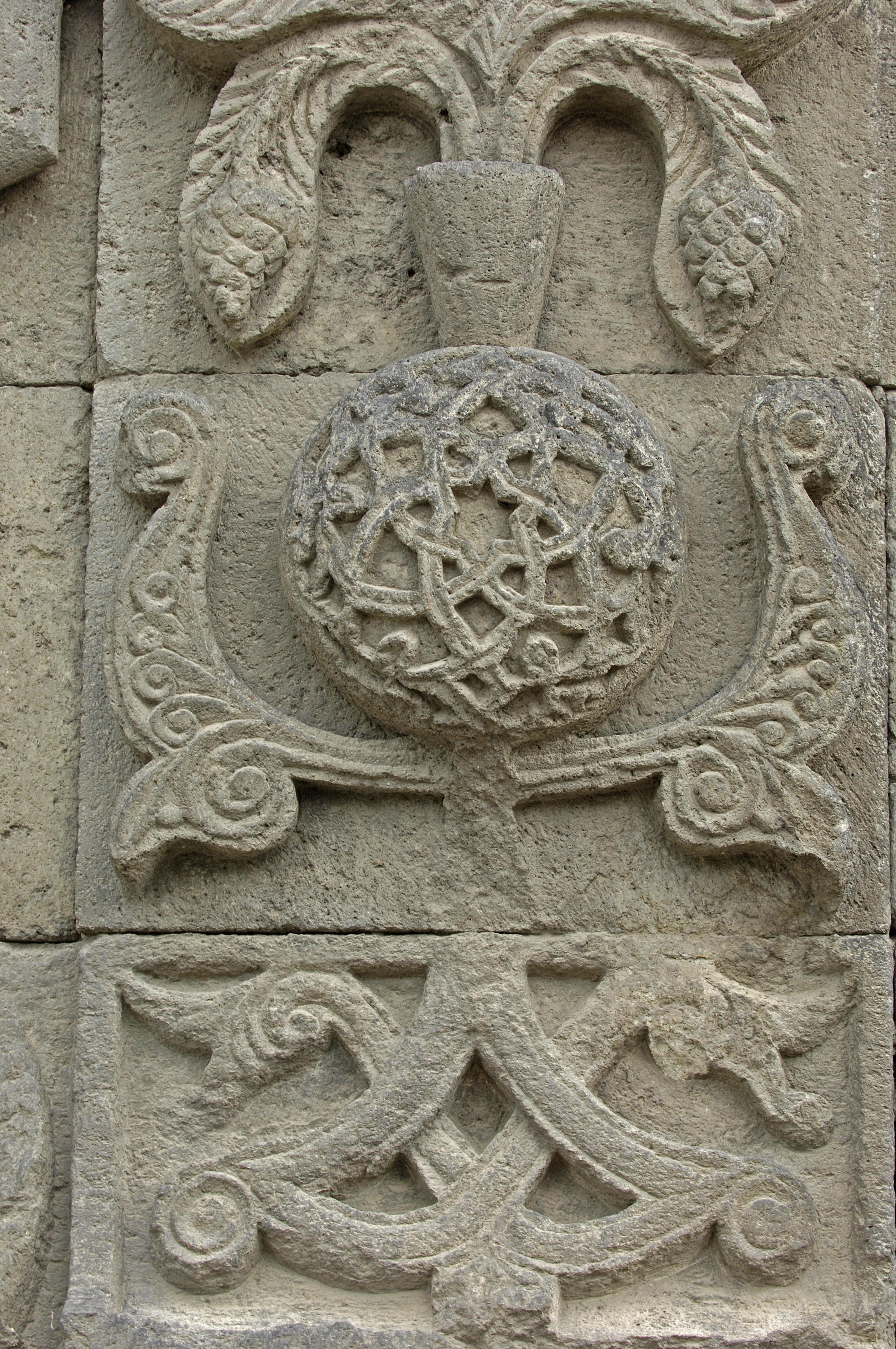
Ornament roślinny przy wejściu (2006)
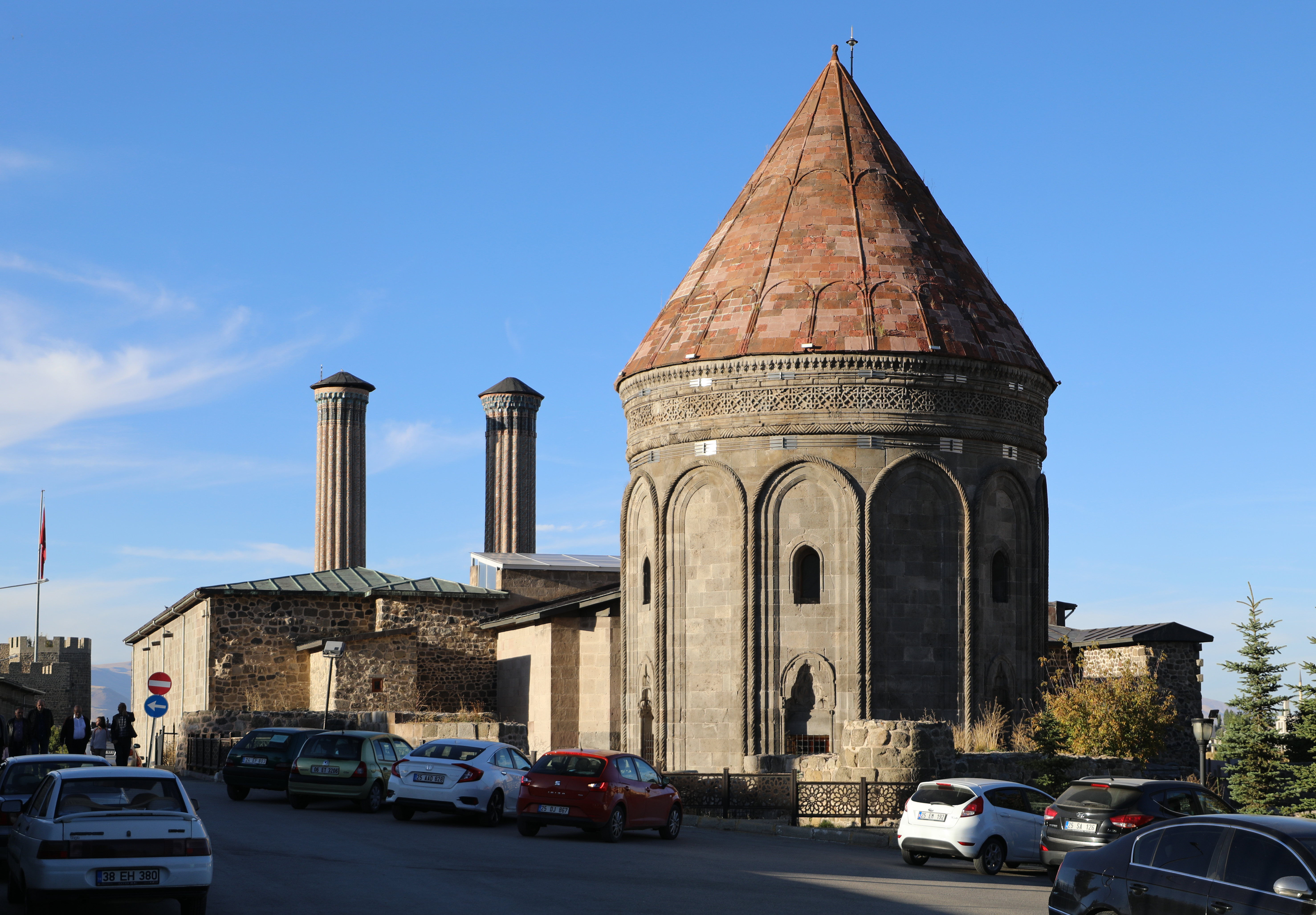
Mauzoleum (2022)
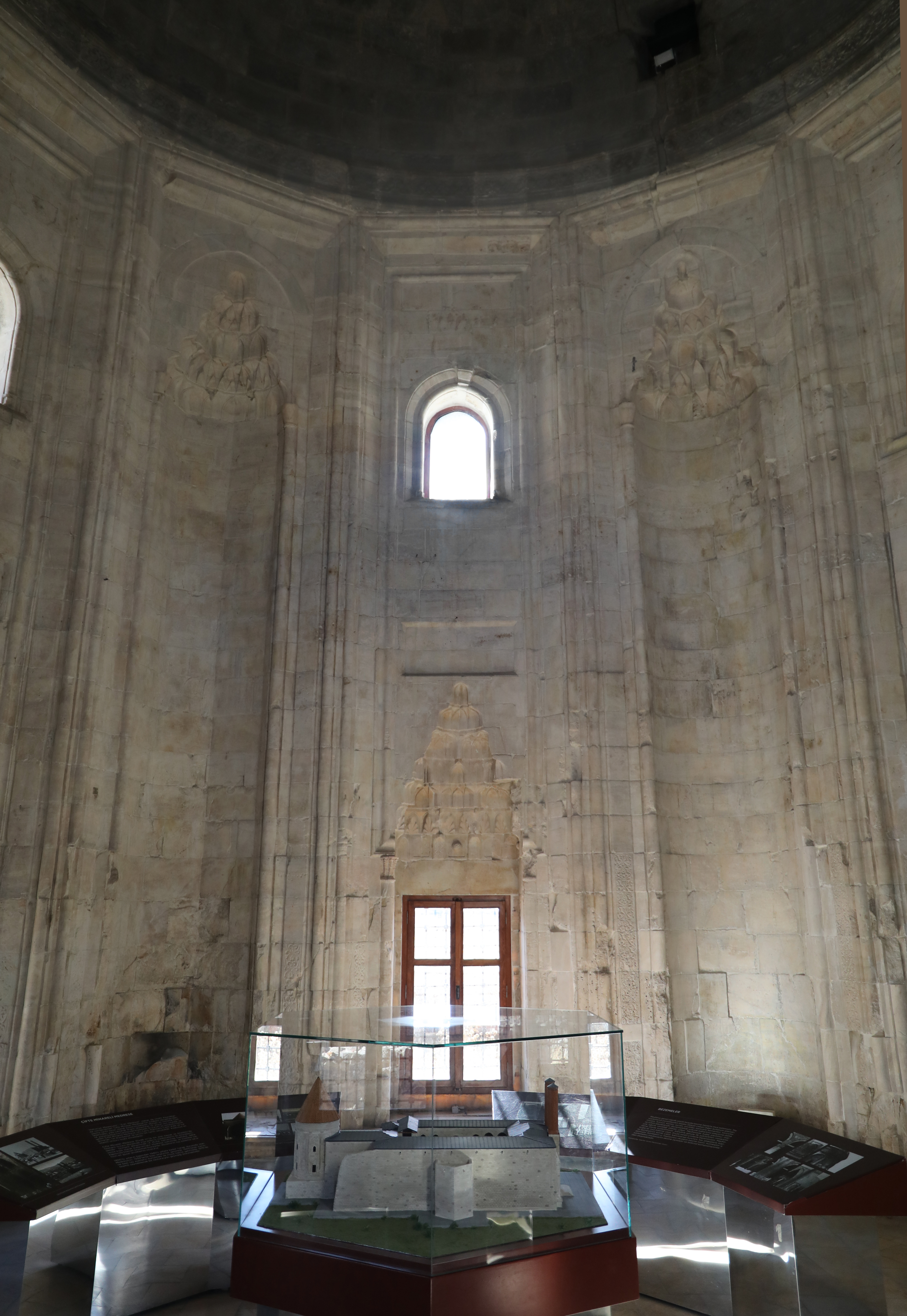
Wnętrze mauzoleum, kondygnacja nadziemna (2022)
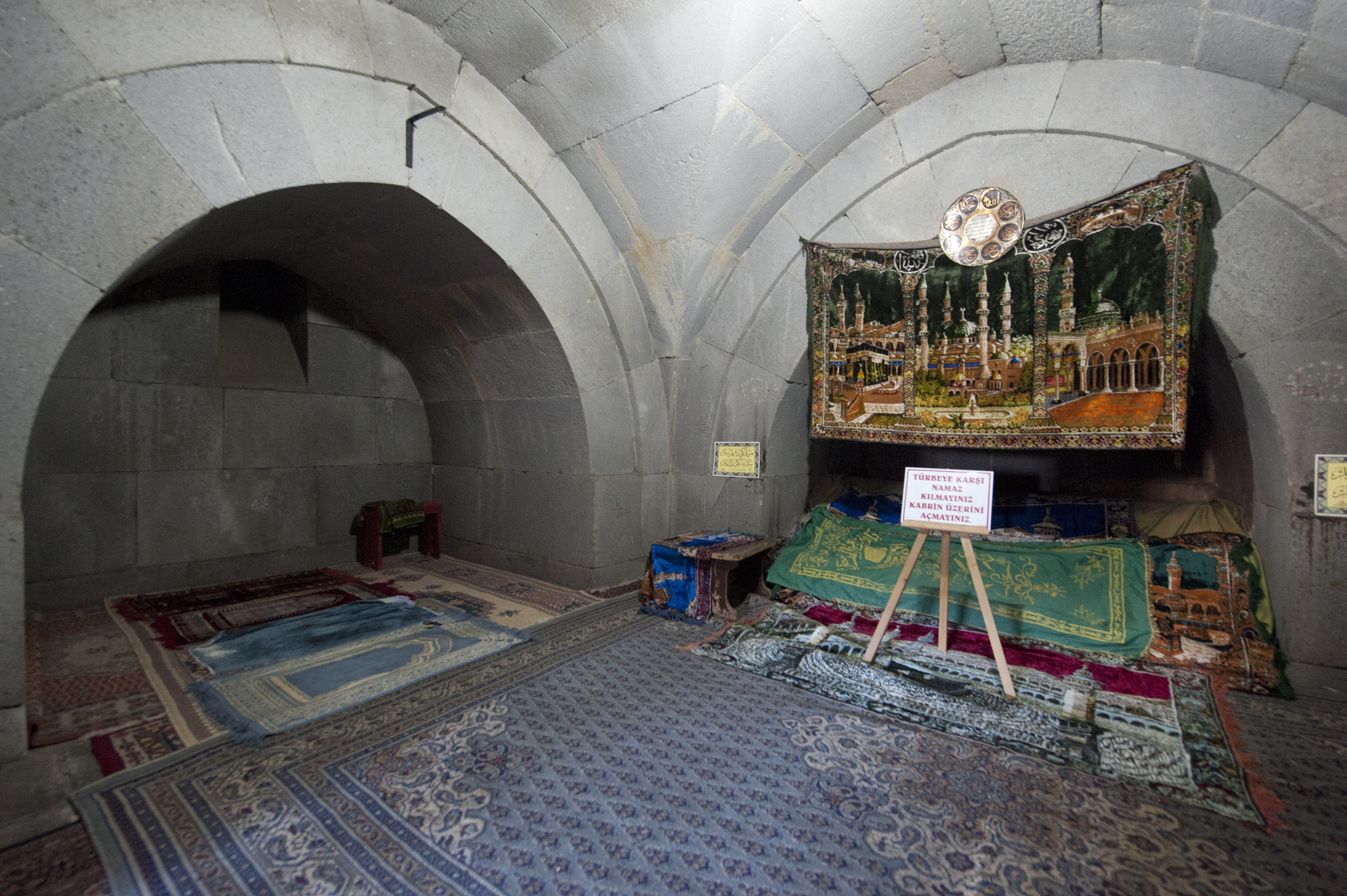
Wnętrze mauzoleum, kondygnacja podziemna (2011)